# Jean Dubuisson
Pour les articles homonymes, voir Dubuisson.
Jean Dubuisson, né le 18 septembre 1914 à Lille et mort le 22 octobre 2011 à Nîmes est un architecte français, auteur de nombreux projets, notamment de logements, durant les Trente Glorieuses.
Il est inhumé au cimetière protestant de Nîmes.

## Biographie
Jean René Julien Dubuisson est né à Lille (Nord) le 18 septembre 1914. Il est le fils de l'architecte Émile Dubuisson (1873-1947), le père du designer Sylvain Dubuisson (né en 1946) et des architectes Marie-Aurore et François Dubuisson né le 16 août 1943.
Il entreprend des études d'architecture à l'école des beaux-arts de Lille, élève de Georges Dehaudt, de 1934 à 1937 et les poursuit à Paris à l'école nationale supérieure des beaux-arts. Il est diplômé en 1939 dans l'atelier d'Emmanuel Pontremoli. Deuxième Grand Prix de Rome en 1943, puis Premier Grand Prix en 1945, il séjourne à Rome, à la villa Médicis, puis à Athènes (1946-1949). À son retour en France, il souhaite s'impliquer dans l'aventure de la Reconstruction, après les destructions massives de la Seconde Guerre mondiale.
Sa participation au concours de Strasbourg en 1951 pour élaborer de nouveaux types (remporté par Eugène Beaudouin) lui permet de trouver sa place au sein de quelques architectes désignés par l'État pour construire les ensembles de logements.
Outre une culture classique acquise à l'école des beaux-arts de Paris et à la villa Médicis, il est influencé par les architectes Mies van der Rohe, Jacobsen ou Gropius. Ses nombreux projets de logements sont marqués par la recherche d'un langage personnel pour s'abstraire des contraintes draconiennes et de l'immensité des programmes de l'époque. Il a construit à lui seul 20 000 logements sociaux.
Il reste un des représentants majeurs de l'architecture française des Trente Glorieuses avec ses grands ensembles de logements : le Shape Village à Saint-Germain-en-Laye (1951-1952), La Caravelle à Villeneuve-la-Garenne (1959-1967) ou ceux de Maine-Montparnasse à Paris (1959-1964), mais aussi le musée national des arts et traditions populaires à Paris.
Il obtient, à titre d'hommage, le grand prix national de l'architecture en 1996.

## Principaux projets
- 1948 : jardin des plantes de Lille
- 1951 : SHAPE Village à Saint-Germain-en-Laye (Yvelines) (263 logements) ; avec Félix Dumail
- 1952-1956 : grand ensemble résidence du parc, rue Lacépède à Croix (Nord)
- 1953 : ensembles de logements du quartier de la gare et de la rue de la Marne à Saint-Lô
- 1954-1962 : ensemble de logements collectifs les Hauts-Champs et Terrains Cavrois à Roubaix
- 1955-1964 : ensemble de logements les Basses-Terres à Pierrefitte-Stains (Seine-Saint-Denis) pour le compte de la SCIC[5]
- 1957-1973 : établissement financier tour du Crédit lyonnais, quartier de la Défense, commune de Puteaux (détruite)
- 1958-1966 : immeuble Mouchotte rue du Commandant-René-Mouchotte dans le quartier Maine-Montparnasse, dans le 14e arrondissement de Paris
- 1959-1967 : immeubles d'habitation La Caravelle à Villeneuve-la-Garenne avec Michel jausserand
- 1961-1964 : résidence Cormontaigne à Thionville
- 1961-1967 : résidence du Parc Saint-Maur, rue Réaumur à Lille (726 logements) avec Guy Lapchin
- 1962 : immeuble 63 avenue de la Bourdonnais dans le 7e arrondissement de Paris avec Michel Jausserand et Olivier Vaudou
- 1962-1980 : ZUP puis ZAC les Hauts-de-Chambéry[6]
- 1963 - 1967 : restauration de la Villa Savoye de Le Corbusier et Pierre Jeanneret à Poissy
- 1964-1973 : ZUP de Borny, commune de Metz
- 1964 : église Saint-Louis de Belfort
- 1965 : immeuble d'habitation rue de Vaugirard dans le 15e arrondissement de Paris
- 1964-1967 : immeuble de logements « Les Érables », quartier de la Duchère à Lyon
- 1965-1977 : siège social de la CFS à Rocquencourt (Yvelines)
- 1965-1979 : résidence Les Katikias et résidence hôtelière Le Bosquet, à Bandol (Var) - Construit en 2 tranches (1965 et 1979).
- 1966-1970 : résidence André Weil à Pontpoint (Oise)
- 1967 : lycée d'État mixte, actuel lycée Madame de Staël de Montluçon
- 1969 : musée national des arts et traditions populaires dans le Bois de Boulogne dans le 16e arrondissement de Paris avec Michel Jausserand
- 1969 :  pavillon d'exposition du parc des expositions de Lac à Bordeaux en collaboration avec Francisque Perrier
- 1969 : résidence Athéna, 1390 bd des Graviers à Bandol (Var)
- 1969-1971 : architecte-conseil pour la construction de la centrale nucléaire de Saint-Laurent commune de Saint-Laurent-Nouan (Loir-et-Cher), en collaboration avec Jean de Mailly.
- 1969-1976 : complexe piscine-patinoire avec logements et bureaux, Parvis de la Préfecture, à Cergy-Pontoise
- 1970 : ensemble d'habitation de la Perralière, à Villeurbanne, labellisé Patrimoine du XXe siècle en 2003.
- 1972 : ensemble d'habitation de la Porte-Verte, 13 avenue du Général-Pershing, à Versailles
- 1972 : résidence Athéna Port, 1390 bd des Graviers à Bandol (Var) - bâtiment classé au Patrimoine du XXe siècle.

### Exposition
- En 2019, du 13 avril au 5 janvier 2020, exposition Jean Dubuisson et les Hauts de Chambéry (1963-1974) - le dessin d'un quartier à Chambéry - Hôtel de Cordon, centre d'interprétation de l'architecture et du patrimoine.